# Neomicroxus bogotensis
Neomicroxus bogotensis és una espècie de mamífer rosegador en la família dels cricètids. Viu a altituds d'entre 2.600 i 3.900 msnm a Colòmbia i Veneçuela. Es tracta d'un animal nocturn que s'alimenta d'insectes, llavors i plantes. Els seus hàbitats naturals són els boscos i els herbassars. Està amenaçat per la destrucció dels páramos i les selves nebuloses. El seu nom específic, bogotensis, significa ‘de Bogotà’ en llatí.